# Parischasia ligulatipennis
Parischasia ligulatipennis là một loài bọ cánh cứng trong họ Cerambycidae.